# 搖擺選民
搖擺票是指在選舉中可能投給任何一位候選人的票，或在兩黨制下，可能投給兩個主要政黨中的任何一個。 這類選票通常是在競選活動中追求的，因爲它們在決定結果方面可以發揮重要作用。
搖擺選民或浮動選民是指可能不隸屬於某一特定政黨或將跨黨派投票的選民。 

## 对竞选活动的影响
搖擺投票可以具有非常廣泛的含義，已被不同的媒體和新聞媒體在許多不同的背景下使用。 最真實的定義是那些尚未決定如何投票的人。這些選民很容易被說服，並受到交叉壓力。在考慮各政黨選擇將競選活動重點放在何處時，這一點尤其重要。 那些能夠被說服的選民是最受關注的選民，因爲競選活動不會費心去吸引那些他們知道會出現在民意測驗中並支持他們的選民。
只關注尚未決定的選民，而不是所有選民，是幾乎所有政治競選的核心部分。 考慮到這一框架，搖擺投票的想法可以與搖擺國家的概念密切相關。 搖擺州/戰場州是任何一方都不能保證對自己有利的狀態。政客們最有可能將時間集中在最大限度地擴大影響力上，就像關注搖擺不定的選民一樣。 至關重要的是，確定戰場國家比確定個別搖擺選票要容易得多。

## 轮廓
在選舉中，有「確定」或「鎖定」選票，他們是堅定地支持或支持某一候選人的選民，不會考慮改變他們的想法，不管反對派說什麼。搖擺不定的選民尚未決定他們將如何投票。他們有時被稱爲未決定者、未決定選民或浮動選民。
他們可能是那些對投票給其他政黨的想法持不滿態度的黨員，或者可以正式登記爲「無黨派人士」，或者只是那些從未與任何政黨有強烈聯繫的人，他們將根據影響他們的某些事情進行投票：保健、福利、競選活動等等。
有些人可能從未行使過投票權，例如剛剛達到投票年齡的人。 一些（但不是全部）搖擺選民被認爲是「低資訊選民」。 由於搖擺選民的選票被認爲是「可爭奪的」，候選人將相當比例的競選努力轉向他們，但他們也必須關注其政治基礎的選民投票率。 有一種看法認爲，搖擺不定的選民主要是出於私利，而不是出於價值觀或意識形態，因此特別容易受到政治分肥的影響。
如果選區中有很大比例的搖擺選民，它通常被稱爲邊際席位，大量的競選資源被注入其中。

## 表現

### 美國
在美國政治中，許多中間派、自由派共和黨和保守派的民主黨人被認爲是「搖擺選民」，因爲他們的投票模式無法確定。雖然搖擺不定的選民表面上是選舉期間大多數政治活動的目標，但另一個因素是各政黨成功地爭取到了其核心支持。 在兩黨制下，那些對自己曾經偏愛的政黨感到幻滅的人更有可能投第三方票或棄權票。
搖擺不定的選民有時在選舉中扮演重要角色。 第一次投票者和搖擺選民通常被認爲是在1998年幫助傑西·溫圖拉贏得明尼蘇達州州長選舉。 支持第三方候選人的搖擺選民從主要候選人手中奪走潛在選票。 文圖拉是第三黨候選人; 他的對手被視爲兩個弱小的主要黨候選人，而這一局面創造了比平時更多的搖擺選民。 這導致第三方候選人傑西·文圖拉贏得了選舉。
在美國最高法院，搖擺不定的法官（如果有的話）基本上是在分裂期間決定裁決的總體結果，這意味着對具有里程碑意義的裁決產生重大影響。 例如，美國總統在2000年選舉中作出的有效決定最終是由安東尼·肯尼迪法官在布什诉戈尔案一案中作出的。
在美國，如議會和最高法院，也可以有搖擺不定的選民。該集團規模越小，搖擺不定的選民就能擁有更多的權力（影響力）。 例如，在由七名法官組成的法院中，其中三名法官被交付案件每一方審理，第七名法官可被視爲單獨裁決案件。

### 日本
在日本的政治學研究中，初期投票行爲分析，搖擺選民被認爲是政治關注度較低的選民。在政治上也幾乎沒有受到重視。但是，搖擺選民進行投票的人也很多，因此，搖擺選民的投票方向有可能左右政治。因此，在選舉中要想當選，擴大搖擺選民的支持非常重要。
日本政治學者田中愛治通過分析投票行爲，將無黨派層分爲3類：原本因政治漠不關心而很少參加投票的政治漠不關心層、雖然對政治感興趣但沒有支持政黨的政黨拒絕層、過去擁有支持政黨的脫離政黨層。 對於政黨來說，如果現有支持層的利益和搖擺選民的期待兩者都相反，那麼政策判斷就會成爲令人頭疼的問題。
搖擺選民直到20世紀60年代後半期還只佔選民的1成左右。從20世紀70年代到90年代初，搖擺選民佔選民的2成到3成左右，但與政黨支持層相比，搖擺選民佔少數。但是，隨着90年代搖擺選民劇增，到90年代中期，搖擺選民士佔選民的一半左右。1991年山梨縣知事選舉中，沒有政黨推薦或支援的天野建擊敗四大政黨支援的前副知事候選人當選,後來被稱爲「無黨派知事」的魁首。另外，在1995年東京都知事選舉和大阪府知事選舉中，無黨派人士青島幸男和橫山敲門當選，現有政黨候選人敗北時，搖擺選民的存在備受關注。同年，「無黨派（日語）」榮獲新語、流行語大獎年度大獎。
20世紀90年代無黨派人士增加的原因有，國際上冷戰結構的終結、日本國內1955年體制崩潰後政黨的分裂和新黨創黨等，導致選民認知上的不和諧。另外，頻繁發生的政治家不正之風和不信任政治等現象正在助長選民對政治的漠不關心，而且在低投票率的情況下，以組織票取勝的政黨獲勝的情況較多，因此很多人認爲參加選舉本身就毫無意義。個人價值觀的極度多樣化也導致了很難支持特定政黨。
20世紀90年代增大的無黨派人士並不一定都是政治關注度較低的階層，也有一些選民關注政治並投票，因此無黨派人士的投票方向有可能左右政治。2000年衆議院選舉之前，無黨派人士預計會大量投給在野黨民主黨，因此當時的總理森喜朗曾表示「希望搖擺選民能好好睡一覺」，從而受到了批評。
自民黨在2005年衆議院選舉中大獲全勝，被認爲是無黨派人士的投票動向對選舉結果產生巨大影響的事例。

### 台灣
中華民國臺灣中部因介於過渡地帶，候選人支持意向容易變動，以臺中市最為知名，在歷屆總統選舉為左右選情的關鍵地區。